# 圣泽诺纳维廖
圣泽诺纳维廖（義大利語：San Zeno Naviglio），是意大利布雷西亚省的一个市镇。总面积6平方公里，人口4584人，人口密度764.0人/平方公里（2009年）。国家统计（ISTAT）代码为017173。